# Les élémens

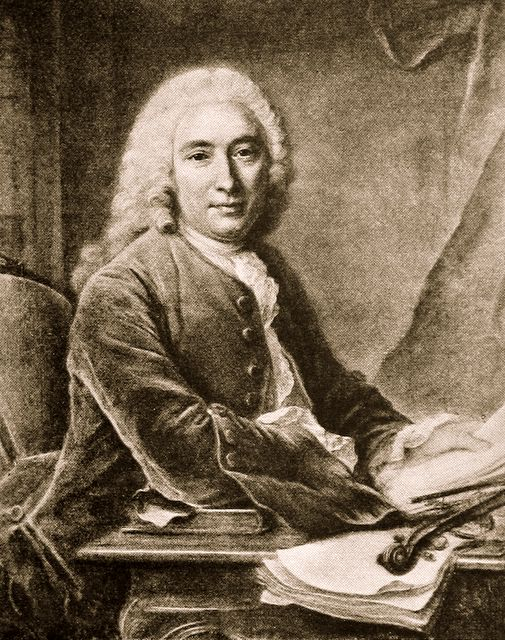
André Cardinal Destouches

Les élémens (Elementen) eller Ballet des élémens är en opéra-ballet med musik av de franska tonsättarna André Cardinal Destouches och Michel Richard Delalande (eller de Lalande). Den består av en prolog och fyra akter (Entrées). Librettot skrevs av Pierre-Charles Roy.

## Historia

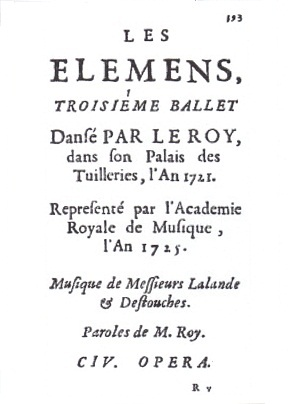
Librettots titelsida.

Destouches var ansvarig för det mesta av musiken. Det har aldrig fastställts hur mycket varje tonsättare bidrog till operan. I ett brev från 1726 skrev Destouches till Anton I av Monaco: "Vi beordrades till samarbete; han [Delalande] skrev väldigt fina saker vars detaljer jag ber dig att förskona mig från att berätta, ty han begärde att vi skulle döljas av samma mantel". Delalande skrev troligtvis ouvertyren, en stor del av prologen och några delar av den första entré. Jean Balon gjorde koreografin.
Les élémens har den typiska uppbyggnaden av en opéra-ballet:dess fyra entrées är musikaliskt och dramaturgiskt oberoende, men tematiskt besläktade med varandra. Handlingens karaktärer - gudar, hjältar och antika romare - härrör mera till den särskilda formen av opéra-ballet kallad "ballet-héroïque".

## Uppförandehistorik
Operan hade premiär i Tuilerierna i Paris den 31 december 1721, med den 11-årige Ludvig XV sin deltog i danserna.
Den hade nypremiär på Parisoperan i Théâtre du Palais-Royal den 29 maj 1725 med så stor succé att den "behöll sin plats på repertoaren i över 50 år och sattes upp på nytt åren 1727, 1734, 1742, 1767, 1771, 1776, 1778 och 1780", samt att den inspirerade till "tre parodier": Momus exilé (1725) på Comédie-Italienne; Le chaos (1725) på samma teater; Il était temps (1754) på Théâtre de la foire". Den sattes även upp på Madame de Pompadours Théâtre des Petits Appartements, på Grand Escalier des Ambassadeurs i Slottet i  Versailles den 23 december 1748, i vilken Madame de Pompadour själv uppträdde.
Les élémens var Destouches mest framgångsrika verk, och hans lärare Delalandes enda scenverk på Parisoperan. Vid hovet utgjorde den "slutet på flera tidsepoker: Det var Lalandes sista scenverk, Ludvig XV:s sista scenframträdande och den sista franska hovbaletten".
En modern version sattes upp på operan i Versailles den 7 oktober 2001 under ledning av Jérôme Corréas och med Isabelle Poulenard, Françoise Masset, Jean-François Lombard, Matthieu Lecroart och Renaud Delaigue.

## Personer
| Roller                              | Stämma                    | Premiärbesättning (enligt den ursprungliga libretto) 31 december 1721 | Besättning vid Palais-Royal nypremiär (enligt den ursprungliga libretto) 29 maj 1725 |
| ----------------------------------- | ------------------------- | --------------------------------------------------------------------- | ------------------------------------------------------------------------------------ |
| Dirigent                            |                           | Jean-Féry Rebel                                                       |                                                                                      |
| Prolog: "Kaos" (Le Chaos)           |                           |                                                                       |                                                                                      |
| Ödet                                | basse-taille (basbaryton) | Gabriel-Vincent Thévenard                                             | Gabriel-Vincent Thévenard                                                            |
| Vénus                               | sopran                    | Marie-Gabrielle Lizarde                                               | Mlle Lambert                                                                         |
| En av gracerna                      | sopran                    |                                                                       | Mlle Mignier                                                                         |
| Första entrée: "Air" (l'Air)        |                           |                                                                       |                                                                                      |
| Junon                               | sopran                    | Marie Antier                                                          | Marie Antier                                                                         |
| Ixion                               | basse-taille              | Gabriel-Vincent Thévenard                                             | Gabriel-Vincent Thévenard                                                            |
| Jupiter                             | basse-taille              | Justin Destouches du Bourg (Dubourg)                                  | Claude-Louis-Dominique Chassé de Chinais                                             |
| Mercure                             | haute-contre              | Louis Murayre (Muraire)                                               | Denis-François Tribou                                                                |
| En av horerna                       | sopran                    |                                                                       | Mlle Mignier                                                                         |
| Andra entrée: "Vatten" (l'Eau)      |                           |                                                                       |                                                                                      |
| Leucosie                            | sopran                    | Mlle Erémans (alternativ stavning Erremans, Herémans, Hermance)       | Mlle Erémans                                                                         |
| Doris                               | sopran                    | Mlle Souris                                                           | Mlle Souris                                                                          |
| Arion                               | haute-contre              | Antoine Boutelou                                                      | Louis Murayre                                                                        |
| Neptune                             | basse-taille              | Justin Destouches du Bourg                                            | Justin Destouches du Bourg                                                           |
| en triton                           | basse-taille              | M Dun fils                                                            |                                                                                      |
| Tredje entrée: "Eld" (le Feu)       |                           |                                                                       |                                                                                      |
| Émilie                              | sopran                    | Marie Antier                                                          | Marie Antier                                                                         |
| Valère                              | basse-taille              | Gabriel-Vincent Thévenard                                             | Gabriel-Vincent Thévenard                                                            |
| L'Amour                             | sopran                    | Cathérine-Nicole Le Maure (också stavad Lemaure eller Le More)        | Mlle Dun                                                                             |
| Fjärde entrée: "Jord" (la Terre)    |                           |                                                                       |                                                                                      |
| Pomone                              | sopran                    | Marie Antier                                                          | Cathérine-Nicole Le Maure                                                            |
| Vertumne                            | haute-contre              | Antoine Boutelou                                                      | Louis Murayre                                                                        |
| Pan                                 | basse-taille              | M Dun fils                                                            | Claude-Louis-Dominique Chassé de Chinais                                             |
| Två herdarinnor (endast en år 1725) | sopran                    | Mlles Constance e Catin                                               | Mlle Mignier                                                                         |
| Epilog (endast en år 1721)          |                           |                                                                       |                                                                                      |
| Pomone                              | soprano                   | Marie Antier                                                          |                                                                                      |
| En nymf följare av Pomona           | soprano                   | Mlle de S. Estienne                                                   |                                                                                      |

## Handling

### Prolog: Kaos
Efter att Ödet har ersatt kaos med elementen klagar Venus över att hon inte fick vara med. Ödet blidkar henne genom att visa en staty of hennes kommande son, Ludvig XV, som firas av en kör.

### 1:aentrée: Luften
Mercure uppmanar Ixion att vara mindre reserverad. Ixion vill däremot inte lyda Junon och spionera på Jupiter och dennes amorösa äventyr. I stället förklarar han sin kärlek till henne. Detta förorsakar ett raseriutbrott från Junon. Som ett straff dömer Jupiter honom till Hades mörker.

### 2:aentrée: Vatten
Efter att ha vägrat gifta sig med Eole på grund av hennes dåliga humör och för att hon redan älskar en främmande man välkomnar Leucosie Aion (just den främling hon älskar) som har anlänt ridande på en delfin. Även Arion förälskar sig i Leucosie. Neptune igenkänner honom son sin egen son och beordrar att han gifter sig med Leucosie.

### 3:eentrée: Eld
Denna entrée utspelar sig i vestibulen till Vestas tempel, där prästinnan Emilie vaktar över gudarnas eld för sista gången. Hon har fått tillåtelse att gifta sig med Valère. När Valère anländer till templet berättar Emilie för honom att hon har haft en mardröm i vilken Vesta uppenbarade sig rasande och dödat honom med eld. Mean Valère försöker lugna henne mörknar det i templet då den heliga elden slocknar: Emilie tar på sig skulden för att ha försummat elden och vägrar fly med sin älskade. Hon vill ta sitt straff. Men Cupid tänder elden på nytt och välsignar bröllopet.

### 4:eentrée: Jorden
Pomone verkar ha avsvurit sig kärlek. Vertume som älskar henne klär ut sig till kvinnan Nérine. Den förklädde Vertume ser hur Pomone tillbakavisar Pans uppvaktning. Han avslöjar sitt rätta jag och entréen slutar med en balett och kör vilka hyllar kärleken.

### Epilog
1721 års version innehöll även en 'Epilogue', som åter presenterade kungen och de tolv hovmännen, vilka hade dansat med honom i 'Prologue', dessutom fyra andra höga adelsmän flankerade av varsin ballerina: de skulle symbolisera Solens framfart i sin vagn, omgiven av zodiakens tecken och åtföljs av de fyra kontinenterna. Operan slutar med jubel då Pomone och en medföljare - ackompanjerad av kören bestående av alla medverkande - hyllar Solen och Ludvig XV på samma gång.